# Juan de Lugo y de Quiroga
Juan de Lugo y de Quiroga, né  à Madrid, Espagne, le 25 novembre 1583 et décédé à Rome, le 20 août 1660, est un prêtre jésuite espagnol, professeur de théologie et théologien thomiste. Il fut créé cardinal en 1643.

## Biographie
Enfant précoce et intellectuellement doué Juan défendit publiquement une thèse de logique à l'age de 14 ans. En 1599, il commence à étudier le droit à l'Université de Salamanque. Malgré le déplaisir de son père qui le voyait poursuivre une brillante carrière dans le droit Juan entre au noviciat des jésuites de Villagarcía de Campos en 1603. À la fin de sa formation spirituelle et intellectuelle il est ordonné prêtre et enseigne dans différents collèges jésuites, d'abord la philosophie un an à Monforte de Lemos, un an à Medina del Campo et ensuite trois ans à León (1613-15). Il passe ensuite à l'enseignement de la théologie à Valladolid et à Salamanque (1615-21). Le succès de son enseignement fait qu'il est appelé à Rome, en 1622, pour enseigner au Collège romain, l’université pontificale fondée par Ignace de Loyola.
Durant une vingtaine d’années il enseigne la théologie dogmatique et théologie morale. Avec Lugo la théologie morale devient progressivement une branche particulière de la science théologique. Son De iustitia et iure (1642) attire l'attention du pape Urbain VIII qui le consulte dès lors fréquemment sur des questions théologiques et légales. Il dédie la publication de son œuvre au pape Urbain VIII.
Il est créé cardinal in pectore par Urbain VIII lors du consistoire du 13 juillet 1643. Sa création est publiée le 14 décembre 1643. À son grand regret il doit alors quitter l'enseignement et est membre de plusieurs dicastères et congrégations romaines. Il place sa science et compétence au service de l'Église universelle.
Les jésuites belges tentèrent de le gagner à leur cause lors de la polémique contre l’Augustinus de Cornelius Jansen. Il ne fit toutefois pas partie de la commission qui condamna l’œuvre de Jansénius.

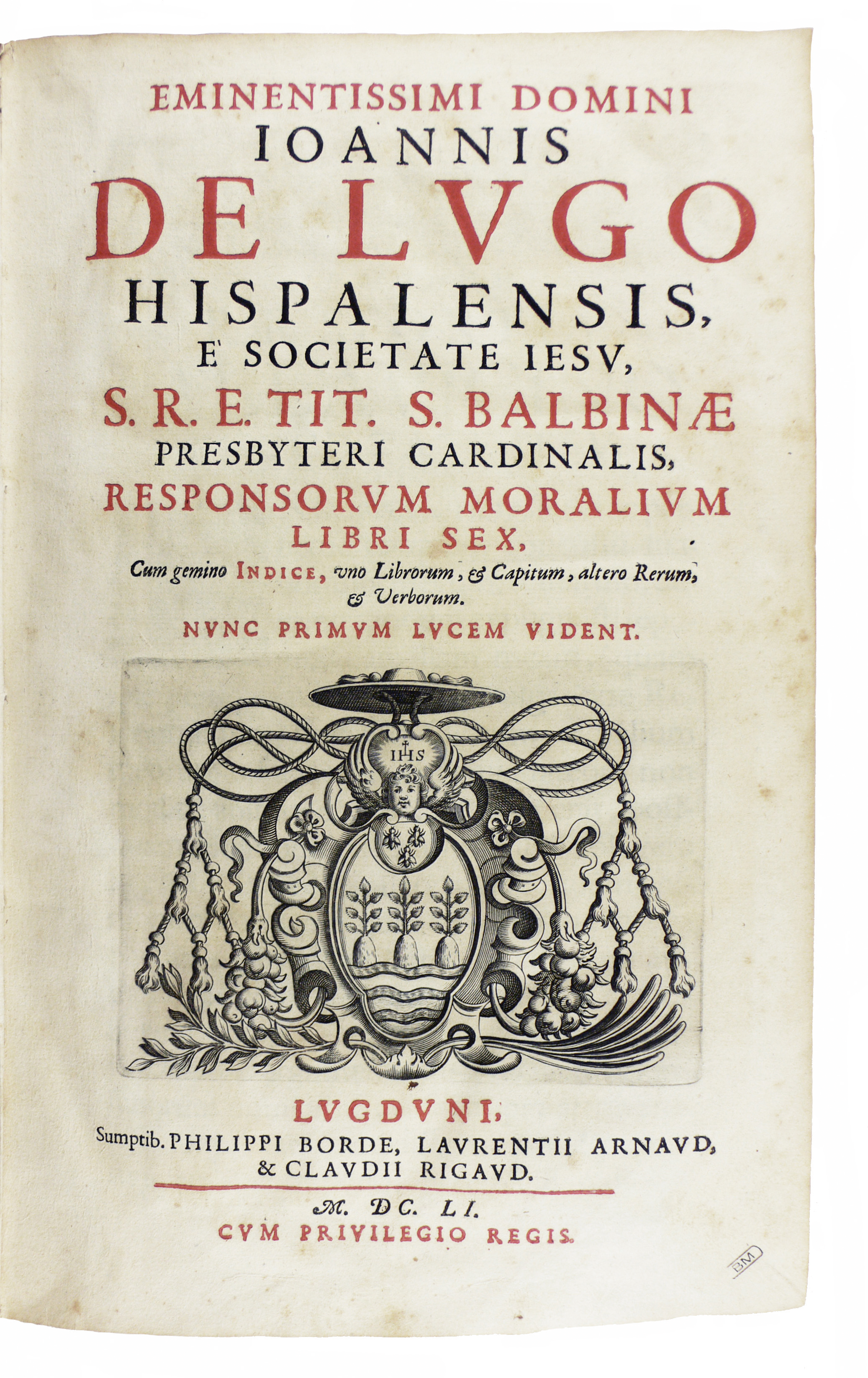
Responsorum moralium (1651)

Le cardinal Lugo participe au conclave de 1644, lors duquel Innocent X est élu et au conclave de 1655 (élection  d'Alexandre VII). Il est camerlingue du Sacré Collège en 1657-1658. Lugo est un des théologiens les plus importants de l'époque post-tridentine et est un auteur prolifique sur la théologie dogmatique et sur la relation entre le droit et la justice, mais il conduit une vie très modeste entre les pauvres de Rome. 

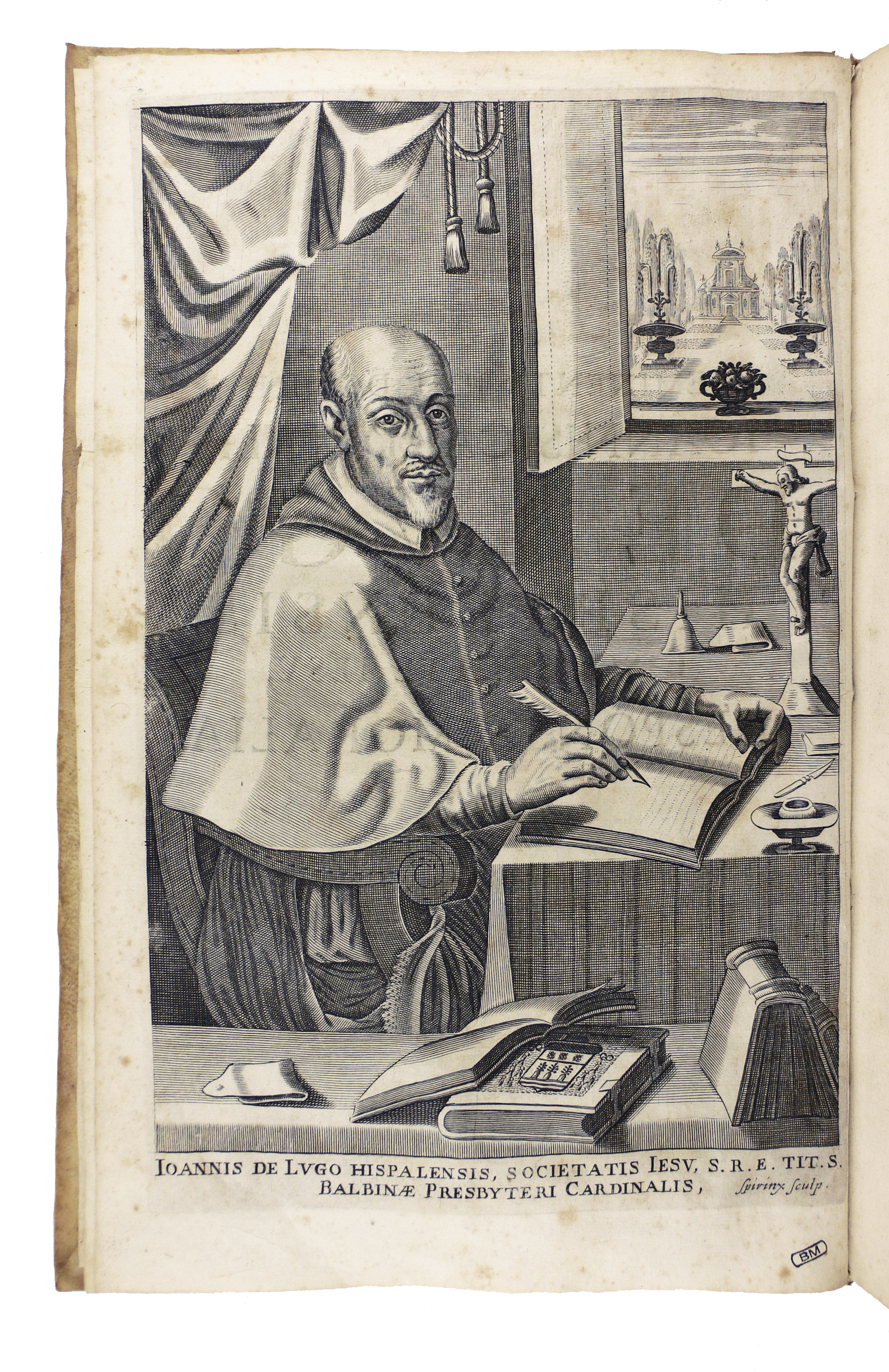
Gravure du cardinal-écrivain

Lugo est également un enthousiaste promoteur de l'herbe des Jésuites (quinine) que des confrères lui envoient du Pérou, à tel point que l'herbe est connue à Rome comme la Pulvis lugonis. Le cardinal meurt à Rome le 20 août 1660. À sa demande il est inhumé dans l'Église du Gesù, au pied de l'autel de saint Ignace.
La théologie spéculative de Lugo est fort autonome. Ses Opera Omnia ont été rééditées au XIXe siècle (éd. J.B. Fournials, Paris, 1868-69). On retiendra surtout ses Disputationes scholasticae et morales, ainsi que d’un important De iustitia et iure, fortement influencé par Luis de Molina. Il composa également un traité De la composición del continuo.

## Écrits
1633 - De Incarnatione Domini

1633 - De sacramentis in genere

1636 - De Venerabili Eucharistiae Sacramento et de sacrosancto Missae sacrificio

1638 - De Virtute et Sacramento poenitentiae, de Suffragiis et Indulgentiis

1642 - De justitia et jure

1646 - De virtuto fidei divinae

1651 - Responsorum morialum libri sex

1716 - De Deo, de Angelis, de Actibus humanis et de Gratia

### Manuscrits
Conservés à Madrid, Salamanque, Karlsruhe, Malines :
- De Anima ;
- Philosophia ;
- Logica ;
- De Trinitate ;
- De Visione Dei.